# 吉翰
吉 翰（きつ かん、373年 - 432年）は、東晋から南朝宋にかけての軍人、政治家。字は休文。本貫は馮翊郡池陽県。

## 経歴
はじめ劉道憐の下で龍驤参軍となった。劉道憐が征虜将軍となると、吉翰はその下で征虜参軍に転じた。義熙6年（410年）、劉道憐が左将軍となると、吉翰はその下で左軍参軍となり、員外散騎侍郎の位を受けた。劉道憐の下で南燕に対する征戦に従軍し、建城県五等男の爵位を受けた。劉裕の下で中軍参軍となり、臨淮郡太守をつとめた。義熙11年（415年）、劉道憐が驃騎将軍となると、吉翰は驃騎中兵参軍となり、従事中郎となった。
永初3年（422年）、劉道憐が太尉となると、吉翰は太尉司馬に転じた。元嘉元年（424年）、督梁南秦二州諸軍事・龍驤将軍・西戎校尉・梁南秦二州刺史として出向した。元嘉3年（426年）、仇池の楊興平が宋に遣使して、その子弟を人質として送ってくると、吉翰は始平郡太守の龐諮を派遣して武興に駐屯させた。しかし仇池の楊玄が弟の楊難当を派遣して龐諮をはばませ、さらに将軍の強鹿皮を白水に向かわせた。龐諮は楊難当らを撃破して敗走させた。吉翰は督益寧二州梁州之巴西梓潼宕渠南漢中秦州之安固懐寧六郡諸軍事・益州刺史に転じた。益州で治績を挙げ、当時の人に称揚された。元嘉6年（429年）、老病を理由に建康に召還され、彭城王劉義康の下で司徒司馬となり、輔国将軍の号を加えられた。
元嘉7年（430年）、持節・監司雍并三州諸軍事・司州刺史に転じた。元嘉8年（431年）、再び司徒司馬となった。仮節・監徐兗二州豫州之梁郡諸軍事・徐州刺史に転じた。
元嘉9年（432年）、在官のまま死去した。享年は60。征虜将軍の号を追贈された。

## 伝記資料
- 『宋書』巻65 列伝第25
- 『南史』巻70 列伝第60